# Huguette Bouchardeau

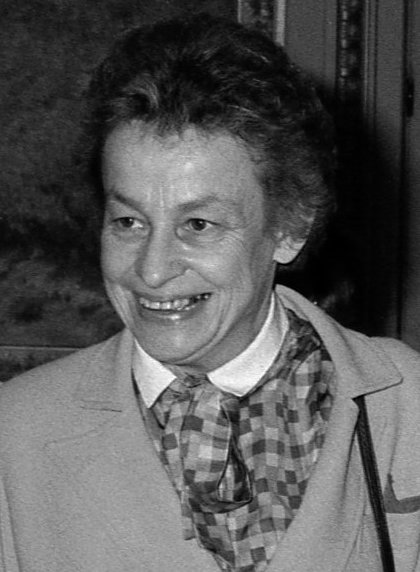
Huguette Bouchardeau (1985)

Huguette Bouchardeau (* 1. Juni 1935 in Saint-Étienne, Département Loire) ist eine  französische Schriftstellerin und ehemalige Politikerin der Parti socialiste unifié (PSU), die zwischen 1979 und 1981 Nationale Sekretärin der PSU sowie Kandidatin ihrer Partei bei der Präsidentschaftswahl 1981 war. Sie war ferner von 1984 bis 1986 Umweltministerin sowie zwischen 1986 und 1993 Mitglied der Nationalversammlung (Assemblée nationale).

## Leben
Huguette Bouchardeau begann nach dem Schulbesuch ein Studium der Philosophie an der Universität Lyon und erhielt 1961 die Agrégation. Während des Studiums engagierte sie sich im Studentenverband UNEF (Union nationale des étudiants de France). Sie war zunächst Mitglied der Union der sozialistischen Linken UGS (Union de la gauche socialiste) und gehörte 1960 neben Pierre Mendès France, Édouard Depreux, Gilles Martinet und Jean Poperen zu den Mitgründern der Vereinigte Sozialistische Partei PSU (Parti socialiste unifié). Nach Abschluss des Studiums war sie zunächst als Philosophielehrerin am Lycée Honoré-d’Urfé in Saint-Étienne und danach 1970 als Assistenzprofessorin (Maître de conférences) an der Universität Lyon II. Des Weiteren engagierte sich in der Nationalen Gewerkschaft der Sekundarschullehrer SNEF (Syndicat national des enseignements de second degré) sowie in der Nationalen Gewerkschaften für Bildung FEN (Fédération de l’Éducation nationale) und SGET (Syndicat général de l’Éducation nationale), die zum Französischen Demokratischen Gewerkschaftsbund CFDT (Confédération française démocratique du travail) gehört. Bei der Europawahl am 10. Juni 1979 Spitzenkandidatin der PSU-Liste Liste Europe - Autogestion présentée par le PSU, die unter den elf Listen mit nur 332 Stimmen (0,00 Prozent) den letzten Platz belegte.
Als Nachfolgerin von Michel Mousel wurde Huguette Bouchardeau 1979 Nationale Sekretärin der PSU sowie als solche Parteivorsitzende und bekleidete diese Funktion bis 1981, woraufhin Jacques Salvator ihre Nachfolge antrat. Bei der Präsidentschaftswahl 1981 war sie Kandidatin der PSU, belegte allerdings mit 321.353 Wählerstimmen (1,1 Prozent) im ersten Wahlgang am 26. April 1981 nur den letzten Platz unter den zehn Kandidaten. Im dritten Kabinett Mauroy übernahm sie zwischen dem 22. März 1983 und dem 17. Juli 1984 das Amt als Staatssekretärin für Umwelt und Lebensqualität (Secrétaire d’État chargée de l’Environnement et de la Qualité de la vie) und löste damit Michel Crépeau ab, der allerdings zuvor Umweltminister war. Im darauf folgenden Kabinett Fabius fungierte sie zwischen dem 17. Juli 1984 und dem 20. März 1986 dann als Umweltministerin (Ministre de l’Environnement).
Nachdem sie 1986 aus der PSU ausgetreten war, wurde Huguette Bouchardeau bei der Parlamentswahl am 16. März 1986 als parteilose Linke erstmals zum Mitglied der Nationalversammlung (Assemblée nationale) gewählt und vertrat in dieser nach seiner Wiederwahl am 5. Juni 1988 zwischen dem 2. April 1986 und dem 13. Juni 1993 das Département Doubs. Sie schloss sich der sozialistischen Gruppe an und dann im Januar 1992 der Reformbewegung Mouvement des réformateurs (MDR). Nach ihrem Ausscheiden aus dem Parlament war sie von 1995 bis 2001 noch Bürgermeisterin von Aigues-Vives, einer Kleinstadt im Département Gard.

## Veröffentlichungen
Neben ihrer Tätigkeit als Hochschullehrerin und Politikerin ist Huguette Bouchardeau auch als Schriftstellerin tätig. Sie schrieb zu politischen Themen, Romane, aber auch Biografien wie zum Beispiel von Simone de Beauvoir, Agatha Christie, Auguste Renoir, Claude Renoir, Jean Renoir, Pierre Renoir, Nathalie Sarraute, Elsa Triolet, Simone Weil. Zu ihren Werken gehören:
- Pas d’histoire, les femmes…, 1977
- Un coin dans leur monde, 1980
- Pour une politique des femmes, par les femmes, pour les femmes. Les propositions du PSU, 1981
- Tout le possible, 1981
- Le ministère du possible, 1986
- Choses dites de profil, 1988
- Rose Noël, 1990
- La grande verrière, 1991
- Carnets de Prague, 1992
- Le déjeuner. Roman, 1993
- La famille Renoir, 1994
- Simone Weil. Biographie, 1995
- Les roches rouges. Portrait d’un père, 1996
- Faute de regard. Roman, 1997
- Agatha dans tous ses états, 1998
- Une autre façon de dire je. Voyage autour de ma bibliothèque, 1999
- Elsa Triolet. Écrivain, 2000
- Mes nuits avec Descartes. Roman, 2002
- Nathalie Sarraute, 2003
- George Sand – Politique : convictions et prises et position, 2004
- Simone de Beauvoir. Biographie, 2007